# Rallycross di Finlandia 2020
Il Rallycross di Finlandia 2020, ufficialmente denominato CapitalBox RX of Finland 2020, è stata l'edizione 2020 del Rallycross di Finlandia. La manifestazione si è svolta il 29 e il 30 agosto sul circuito di Kouvola a Kouvola, cittadina situata nell'estremo sud del paese scandinavo, ed era valida come terza e quarta prova del campionato del mondo rallycross 2020.
La gara non era prevista nel calendario originario ma a causa della pandemia da COVID-19 diffusasi in tutto il pianeta a partire dai primi mesi dell'anno, gli organizzatori dovettero modificarne pesantemente la struttura; a fine maggio infatti il Rallycross di Francia venne annullato e in sua sostituzione venne introdotto l'appuntamento finlandese, che mancava nel calendario mondiale dalla stagione 2014.
L'evento del World RX si componeva di due gare, entrambe valide per il campionato mondiale. Nella prima la categoria Supercar venne vinta dal pilota svedese Johan Kristoffersson alla guida di una VW Polo GTI RX del team Kristoffersson Motorsport mentre nella seconda il successo andò al pilota di casa Niclas Grönholm, su Hyundai i20 WRX della scuderia GRX Taneco.

## Risultati

### World RX - Gara 1

#### Classifica finale
| Categoria Supercar | Categoria Supercar | Categoria Supercar   | Categoria Supercar | Categoria Supercar              | Categoria Supercar | Categoria Supercar | Categoria Supercar | Categoria Supercar | Categoria Supercar | Categoria Supercar | Categoria Supercar | Categoria Supercar |
| Pos.               | N°                 | Pilota               | Auto               | Squadra                         | Qualificazioni     | Qualificazioni     | Semifinali         | Semifinali         | Semifinali         | Finale             | Finale             | PC                 |
| Pos.               | N°                 | Pilota               | Auto               | Squadra                         | Pos.               | Punti              | SF1                | SF2                | Punti              | Pos.               | Punti              | PC                 |
| ------------------ | ------------------ | -------------------- | ------------------ | ------------------------------- | ------------------ | ------------------ | ------------------ | ------------------ | ------------------ | ------------------ | ------------------ | ------------------ |
| 1                  | 3                  | Johan Kristoffersson | VW Polo GTI RX     | Kristoffersson Motorsport       | 1º                 | 16                 | 1º                 | –                  | 6                  | 1º                 | 8                  | 30                 |
| 2                  | 177                | Juha Rytkönen        | Hyundai i20 WRX    | GRX Set                         | 4º                 | 13                 | –                  | 1º                 | 6                  | 2º                 | 5                  | 24                 |
| 3                  | 1                  | Timmy Hansen         | Peugeot 208 WRX    | Team Hansen                     | 3º                 | 14                 | 2º                 | –                  | 5                  | 3º                 | 4                  | 23                 |
| 4                  | 68                 | Niclas Grönholm      | Hyundai i20 WRX    | GRX Taneco                      | 5º                 | 12                 | 3º                 | –                  | 4                  | 4º                 | 3                  | 19                 |
| 5                  | 44                 | Timo Scheider        | SEAT Ibiza RX      | ALL-INKL.COM Münnich Motorsport | 10º                | 7                  | –                  | 3º                 | 4                  | 5º                 | 2                  | 13                 |
| 6                  | 9                  | Kevin Hansen         | Peugeot 208 WRX    | Team Hansen                     | 8º                 | 9                  | –                  | 2º                 | 5                  | 6º                 | 1                  | 15                 |
| 7                  | 5                  | Mattias Ekström      | Audi S1 RX Quattro | KYB Team JC                     | 2º                 | 15                 | –                  | 6º                 | 1                  | nq                 | nq                 | 16                 |
| 8                  | 4                  | Robin Larsson        | Audi S1 RX Quattro | KYB Team JC                     | 6º                 | 11                 | –                  | 5º                 | 2                  | nq                 | nq                 | 13                 |
| 9                  | 13                 | Andreas Bakkerud     | GCK Mégane R.S. RX | Monster Energy GCK RX Cartel    | 7º                 | 10                 | 4º                 | –                  | 3                  | nq                 | nq                 | 13                 |
| 10                 | 7                  | Timur Timerzjanov    | Hyundai i20 WRX    | GRX Taneco                      | 9º                 | 8                  | 5º                 | –                  | 2                  | nq                 | nq                 | 10                 |
| 11                 | 22                 | Jere Kalliokoski     | Ford Fiesta MK6    | Kalliokoski Motorsport          | 12º                | 5                  | –                  | 4º                 | 3                  | nq                 | nq                 | 8                  |
| 12                 | 92                 | Anton Marklund       | GCK Mégane R.S. RX | GCK Bilstein                    | 11º                | 6                  | 6º                 | –                  | 1                  | nq                 | nq                 | 7                  |
| 13                 | 73                 | Támas Kárai          | Audi S1            | Karai Motorsport Sportegyesület | 13º                | 4                  | nq                 | nq                 | nq                 | nq                 | nq                 | 4                  |
| 14                 | 36                 | Guerlain Chicherit   | GCK Clio R.S. RX   | GCK UNKORRUPTED                 | 14º                | 3                  | nq                 | nq                 | nq                 | nq                 | nq                 | 3                  |
| 15                 | 11                 | Jani Paasonen        | Ford Fiesta MK6    | Ferratum Team                   | 15º                | 2                  | nq                 | nq                 | nq                 | nq                 | nq                 | 2                  |
| 16                 | 77                 | René Münnich         | SEAT Ibiza RX      | ALL-INKL.COM Münnich Motorsport | 16º                | 1                  | nq                 | nq                 | nq                 | nq                 | nq                 | 1                  |
| 17                 | 69                 | Kevin Abbring        | GCK Clio R.S. RX   | GCK UNKORRUPTED                 | 18º                | 0                  | nq                 | nq                 | nq                 | nq                 | nq                 | 0                  |
| 18                 | 65                 | Atro Määttä          | Ford Fiesta MK6    | Atro Määttä                     | 19º                | 0                  | nq                 | nq                 | nq                 | nq                 | nq                 | 0                  |
| NC                 | 33                 | Liam Doran           | GCK Mégane R.S. RX | Monster Energy GCK RX Cartel    | 17º                | 0                  | nq                 | nq                 | nq                 | nq                 | nq                 | 0                  |

#### Qualificazioni
| Categoria Supercar | Categoria Supercar | Categoria Supercar   | Categoria Supercar | Categoria Supercar              | Categoria Supercar | Categoria Supercar | Categoria Supercar | Categoria Supercar | Categoria Supercar | Categoria Supercar |
| Pos.               | N°                 | Pilota               | Auto               | Squadra                         | Q1                 | Q2                 | Q3                 | Q4                 | PQ                 | Punti              |
| ------------------ | ------------------ | -------------------- | ------------------ | ------------------------------- | ------------------ | ------------------ | ------------------ | ------------------ | ------------------ | ------------------ |
| 1                  | 3                  | Johan Kristoffersson | VW Polo GTI RX     | Kristoffersson Motorsport       | 50 (1º)            | 50 (1º)            | 50 (1º)            | nd                 | 150                | 16                 |
| 2                  | 5                  | Mattias Ekström      | Audi S1 RX Quattro | KYB Team JC                     | 45 (2º)            | 45 (2º)            | 36 (8º)            | nd                 | 126                | 15                 |
| 3                  | 1                  | Timmy Hansen         | Peugeot 208 WRX    | Team Hansen                     | 42 (3º)            | 40 (4º)            | 39 (5º)            | nd                 | 121                | 14                 |
| 4                  | 177                | Juha Rytkönen        | Hyundai i20 WRX    | GRX Set                         | 40 (4º)            | 38 (6º)            | 40 (4º)            | nd                 | 118                | 13                 |
| 5                  | 68                 | Niclas Grönholm      | Hyundai i20 WRX    | GRX Taneco                      | 39 (5º)            | 39 (5º)            | 37 (7º)            | nd                 | 115                | 12                 |
| 6                  | 4                  | Robin Larsson        | Audi S1 RX Quattro | KYB Team JC                     | 35 (9º)            | 34 (10º)           | 45 (2º)            | nd                 | 114                | 11                 |
| 7                  | 13                 | Andreas Bakkerud     | GCK Mégane R.S. RX | Monster Energy GCK RX Cartel    | 38 (6º)            | 42 (3º)            | 34 (10º)           | nd                 | 114                | 10                 |
| 8                  | 9                  | Kevin Hansen         | Peugeot 208 WRX    | Team Hansen                     | 34 (10º)           | 36 (8º)            | 42 (3º)            | nd                 | 112                | 9                  |
| 9                  | 7                  | Timur Timerzjanov    | Hyundai i20 WRX    | GRX Taneco                      | 32 (12º)           | 33 (11º)           | 38 (6º)            | nd                 | 103                | 8                  |
| 10                 | 44                 | Timo Scheider        | SEAT Ibiza RX      | ALL-INKL.COM Münnich Motorsport | 37 (7º)            | 37 (7º)            | 27 (17º)           | nd                 | 101                | 7                  |
| 11                 | 92                 | Anton Marklund       | GCK Mégane R.S. RX | GCK Bilstein                    | 33 (11º)           | 35 (9º)            | 28 (16º)           | nd                 | 96                 | 6                  |
| 12                 | 22                 | Jere Kalliokoski     | Ford Fiesta MK6    | Kalliokoski Motorsport          | 30 (14º)           | 28 (16º)           | 35 (9º)            | nd                 | 93                 | 5                  |
| 13                 | 73                 | Támas Kárai          | Audi S1            | Karai Motorsport Sportegyesület | 27 (17º)           | 32 (12º)           | 33 (11º)           | nd                 | 92                 | 4                  |
| 14                 | 36                 | Guerlain Chicherit   | GCK Clio R.S. RX   | GCK UNKORRUPTED                 | 28 (16º)           | 31 (13º)           | 32 (12º)           | nd                 | 91                 | 3                  |
| 15                 | 11                 | Jani Paasonen        | Ford Fiesta MK6    | Ferratum Team                   | 29 (15º)           | 29 (15º)           | 30 (14º)           | nd                 | 88                 | 2                  |
| 16                 | 77                 | René Münnich         | SEAT Ibiza RX      | ALL-INKL.COM Münnich Motorsport | 24 (19º)           | 30 (14º)           | 31 (13º)           | nd                 | 85                 | 1                  |
| 17                 | 69                 | Kevin Abbring        | GCK Clio R.S. RX   | GCK UNKORRUPTED                 | 31 (13º)           | 27 (17º)           | 24 (18º - DNF)     | nd                 | 82                 | 0                  |
| 18                 | 65                 | Atro Määttä          | Ford Fiesta MK6    | Atro Määttä                     | 26 (18º)           | 26 (18º)           | 29 (15º)           | nd                 | 81                 | 0                  |
| NC                 | 33                 | Liam Doran           | GCK Mégane R.S. RX | Monster Energy GCK RX Cartel    | 36 (8º)            | 24 (19º - DNF)     | 24 (19º - DNF)     | nd                 | 84                 | 0                  |

Legenda:
|  | Qualificato per le semifinali |

#### Semifinali
| Categoria Supercar - Semifinale 1 | Categoria Supercar - Semifinale 1 | Categoria Supercar - Semifinale 1 | Categoria Supercar - Semifinale 1 | Categoria Supercar - Semifinale 1 | Categoria Supercar - Semifinale 1 | Categoria Supercar - Semifinale 1 | Categoria Supercar - Semifinale 1 | Categoria Supercar - Semifinale 1 |
| Pos.                              | N°                                | Pilota                            | Auto                              | Squadra                           | Giri/Joker                        | Tempo                             | Distacco                          | Punti                             |
| --------------------------------- | --------------------------------- | --------------------------------- | --------------------------------- | --------------------------------- | --------------------------------- | --------------------------------- | --------------------------------- | --------------------------------- |
| 1                                 | 3                                 | Johan Kristoffersson              | VW Polo GTI RX                    | Kristoffersson Motorsport         | 6/1                               | 4'07"786                          | –                                 | 6                                 |
| 2                                 | 1                                 | Timmy Hansen                      | Peugeot 208 WRX                   | Team Hansen                       | 6/1                               | 4'09"396                          | +1"610                            | 5                                 |
| 3                                 | 68                                | Niclas Grönholm                   | Hyundai i20 WRX                   | GRX Taneco                        | 6/1                               | 4'09"611                          | +1"825                            | 4                                 |
| 4                                 | 13                                | Andreas Bakkerud                  | GCK Mégane R.S. RX                | Monster Energy GCK RX Cartel      | 6/1                               | 4'11"158                          | +3"372                            | 3                                 |
| 5                                 | 7                                 | Timur Timerzjanov                 | Hyundai i20 WRX                   | GRX Taneco                        | 6/1                               | 4'13"680                          | +5"894                            | 2                                 |
| 6                                 | 92                                | Anton Marklund                    | GCK Mégane R.S. RX                | GCK Bilstein                      | 2/1                               | 1'32"446                          | +4 giri                           | 1                                 |
|                                   |                                   |                                   |                                   |                                   |                                   |                                   |                                   |                                   |
| Categoria Supercar - Semifinale 2 |                                   |                                   |                                   |                                   |                                   |                                   |                                   |                                   |
| Pos.                              | N°                                | Pilota                            | Auto                              | Squadra                           | Giri/Joker                        | Tempo                             | Distacco                          | Punti                             |
| 1                                 | 177                               | Juha Rytkönen                     | Hyundai i20 WRX                   | GRX Set                           | 6/1                               | 4'08"628                          | –                                 | 6                                 |
| 2                                 | 9                                 | Kevin Hansen                      | Peugeot 208 WRX                   | Team Hansen                       | 6/1                               | 4'10"347                          | +1"719                            | 5                                 |
| 3                                 | 44                                | Timo Scheider                     | SEAT Ibiza RX                     | ALL-INKL.COM Münnich Motorsport   | 6/1                               | 4'11"127                          | +2"499                            | 4                                 |
| 4                                 | 22                                | Jere Kalliokoski                  | Ford Fiesta MK6                   | Kalliokoski Motorsport            | 6/1                               | 4'16"416                          | +7"788                            | 3                                 |
| 5                                 | 4                                 | Robin Larsson                     | Audi S1 RX Quattro                | KYB Team JC                       | 5/1                               | 3'44"992                          | +1 giro                           | 2                                 |
| 6                                 | 5                                 | Mattias Ekström                   | Audi S1 RX Quattro                | KYB Team JC                       | 1/1                               | 0'45"399                          | +5 giri                           | 1                                 |

Legenda:
|  | Qualificato per la finale |

#### Finale
| Categoria Supercar | Categoria Supercar | Categoria Supercar   | Categoria Supercar | Categoria Supercar              | Categoria Supercar | Categoria Supercar | Categoria Supercar | Categoria Supercar |
| Pos.               | N°                 | Pilota               | Auto               | Squadra                         | Giri/Joker         | Tempo              | Distacco           | Punti              |
| ------------------ | ------------------ | -------------------- | ------------------ | ------------------------------- | ------------------ | ------------------ | ------------------ | ------------------ |
| 1                  | 3                  | Johan Kristoffersson | VW Polo GTI RX     | Kristoffersson Motorsport       | 6/1                | 4'04"669           | –                  | 8                  |
| 2                  | 177                | Juha Rytkönen        | Hyundai i20 WRX    | GRX Set                         | 6/1                | 4'07"779           | +3"110             | 5                  |
| 3                  | 1                  | Timmy Hansen         | Peugeot 208 WRX    | Team Hansen                     | 6/1                | 4'08"731           | +4"062             | 4                  |
| 4                  | 68                 | Niclas Grönholm      | Hyundai i20 WRX    | GRX Taneco                      | 6/1                | 4'08"962           | +4"293             | 3                  |
| 5                  | 44                 | Timo Scheider        | SEAT Ibiza RX      | ALL-INKL.COM Münnich Motorsport | 6/1                | 4'09"996           | +5"327             | 2                  |
| 6                  | 9                  | Kevin Hansen         | Peugeot 208 WRX    | Team Hansen                     | 6/1                | 4'11"304           | +6"635             | 1                  |

- Giro più veloce: 39"686 ( Johan Kristoffersson);
- Miglior tempo di reazione: 0"405 ( Juha Rytkönen);
- Miglior giro Joker: 41"313 ( Johan Kristoffersson).

### World RX - Gara 2

#### Classifica finale
| Categoria Supercar | Categoria Supercar | Categoria Supercar   | Categoria Supercar | Categoria Supercar              | Categoria Supercar | Categoria Supercar | Categoria Supercar | Categoria Supercar | Categoria Supercar | Categoria Supercar | Categoria Supercar | Categoria Supercar |
| Pos.               | N°                 | Pilota               | Auto               | Squadra                         | Qualificazioni     | Qualificazioni     | Semifinali         | Semifinali         | Semifinali         | Finale             | Finale             | PC                 |
| Pos.               | N°                 | Pilota               | Auto               | Squadra                         | Pos.               | Punti              | SF1                | SF2                | Punti              | Pos.               | Punti              | PC                 |
| ------------------ | ------------------ | -------------------- | ------------------ | ------------------------------- | ------------------ | ------------------ | ------------------ | ------------------ | ------------------ | ------------------ | ------------------ | ------------------ |
| 1                  | 68                 | Niclas Grönholm      | Hyundai i20 WRX    | GRX Taneco                      | 2º                 | 15                 | –                  | 1º                 | 6                  | 1º                 | 8                  | 29                 |
| 2                  | 5                  | Mattias Ekström      | Audi S1 RX Quattro | KYB Team JC                     | 3º                 | 14                 | 2º                 | –                  | 5                  | 2º                 | 5                  | 24                 |
| 3                  | 7                  | Timur Timerzjanov    | Hyundai i20 WRX    | GRX Taneco                      | 10º                | 7                  | –                  | 3º                 | 4                  | 3º                 | 4                  | 15                 |
| 4                  | 3                  | Johan Kristoffersson | VW Polo GTI RX     | Kristoffersson Motorsport       | 1º                 | 16                 | 1º                 | –                  | 6                  | 4º                 | 3                  | 25                 |
| 5                  | 1                  | Timmy Hansen         | Peugeot 208 WRX    | Team Hansen                     | 4º                 | 13                 | –                  | 2º                 | 5                  | 5º                 | 2                  | 20                 |
| 6                  | 13                 | Andreas Bakkerud     | GCK Mégane R.S. RX | Monster Energy GCK RX Cartel    | 5º                 | 12                 | 3º                 | –                  | 4                  | 6º                 | 1                  | 17                 |
| 7                  | 9                  | Kevin Hansen         | Peugeot 208 WRX    | Team Hansen                     | 6º                 | 11                 | –                  | 4º                 | 3                  | nq                 | nq                 | 14                 |
| 8                  | 177                | Juha Rytkönen        | Hyundai i20 WRX    | GRX Set                         | 7º                 | 10                 | 4º                 | –                  | 3                  | nq                 | nq                 | 13                 |
| 9                  | 44                 | Timo Scheider        | SEAT Ibiza RX      | ALL-INKL.COM Münnich Motorsport | 8º                 | 9                  | –                  | 5º                 | 2                  | nq                 | nq                 | 11                 |
| 10                 | 4                  | Robin Larsson        | Audi S1 RX Quattro | KYB Team JC                     | 9º                 | 8                  | 5º                 | –                  | 2                  | nq                 | nq                 | 10                 |
| 11                 | 92                 | Anton Marklund       | GCK Mégane R.S. RX | GCK Bilstein                    | 11º                | 6                  | 6º                 | –                  | 1                  | nq                 | nq                 | 7                  |
| 12                 | 22                 | Jere Kalliokoski     | Ford Fiesta MK6    | Kalliokoski Motorsport          | 12º                | 5                  | –                  | 6º                 | 1                  | nq                 | nq                 | 6                  |
| 13                 | 69                 | Kevin Abbring        | GCK Clio R.S. RX   | GCK UNKORRUPTED                 | 13º                | 4                  | nq                 | nq                 | nq                 | nq                 | nq                 | 4                  |
| 14                 | 33                 | Liam Doran           | GCK Mégane R.S. RX | Monster Energy GCK RX Cartel    | 14º                | 3                  | nq                 | nq                 | nq                 | nq                 | nq                 | 3                  |
| 15                 | 36                 | Guerlain Chicherit   | GCK Clio R.S. RX   | GCK UNKORRUPTED                 | 15º                | 2                  | nq                 | nq                 | nq                 | nq                 | nq                 | 2                  |
| 16                 | 73                 | Támas Kárai          | Audi S1            | Karai Motorsport Sportegyesület | 16º                | 1                  | nq                 | nq                 | nq                 | nq                 | nq                 | 1                  |
| 17                 | 11                 | Jani Paasonen        | Ford Fiesta MK6    | Ferratum Team                   | 17º                | 0                  | nq                 | nq                 | nq                 | nq                 | nq                 | 0                  |
| 18                 | 65                 | Atro Määttä          | Ford Fiesta MK6    | -                               | 19º                | 0                  | nq                 | nq                 | nq                 | nq                 | nq                 | 0                  |
| 19                 | 77                 | René Münnich         | SEAT Ibiza RX      | ALL-INKL.COM Münnich Motorsport | 18º                | 0                  | nq                 | nq                 | nq                 | nq                 | nq                 | 0                  |

#### Qualificazioni
| Categoria Supercar | Categoria Supercar | Categoria Supercar   | Categoria Supercar | Categoria Supercar              | Categoria Supercar | Categoria Supercar | Categoria Supercar | Categoria Supercar | Categoria Supercar | Categoria Supercar |
| Pos.               | N°                 | Pilota               | Auto               | Squadra                         | Q1                 | Q2                 | Q3                 | Q4                 | PQ                 | Punti              |
| ------------------ | ------------------ | -------------------- | ------------------ | ------------------------------- | ------------------ | ------------------ | ------------------ | ------------------ | ------------------ | ------------------ |
| 1                  | 3                  | Johan Kristoffersson | VW Polo GTI RX     | Kristoffersson Motorsport       | 50 (1º)            | 30 (14º)           | 50 (1º)            | nd                 | 130                | 16                 |
| 2                  | 68                 | Niclas Grönholm      | Hyundai i20 WRX    | GRX Taneco                      | 36 (8º)            | 50 (1º)            | 40 (4º)            | nd                 | 126                | 15                 |
| 3                  | 5                  | Mattias Ekström      | Audi S1 RX Quattro | KYB Team JC                     | 42 (3º)            | 38 (6º)            | 39 (5º)            | nd                 | 120                | 14                 |
| 4                  | 1                  | Timmy Hansen         | Peugeot 208 WRX    | Team Hansen                     | 45 (2º)            | 31 (13º)           | 42 (3º)            | nd                 | 118                | 13                 |
| 5                  | 13                 | Andreas Bakkerud     | GCK Mégane R.S. RX | Monster Energy GCK RX Cartel    | 39 (5º)            | 33 (11º)           | 45 (2º)            | nd                 | 117                | 12                 |
| 6                  | 9                  | Kevin Hansen         | Peugeot 208 WRX    | Team Hansen                     | 37 (7º)            | 45 (2º)            | 35 (9º)            | nd                 | 117                | 11                 |
| 7                  | 177                | Juha Rytkönen        | Hyundai i20 WRX    | GRX Set                         | 40 (4º)            | 38 (6º)            | 37 (7º)            | nd                 | 115                | 10                 |
| 8                  | 44                 | Timo Scheider        | SEAT Ibiza RX      | ALL-INKL.COM Münnich Motorsport | 38 (6º)            | 35 (9º)            | 36 (8º)            | nd                 | 109                | 9                  |
| 9                  | 4                  | Robin Larsson        | Audi S1 RX Quattro | KYB Team JC                     | 35 (9º)            | 37 (7º)            | 34 (10º)           | nd                 | 106                | 8                  |
| 10                 | 7                  | Timur Timerzjanov    | Hyundai i20 WRX    | GRX Taneco                      | 33 (11º)           | 42 (3º)            | 30 (14º)           | nd                 | 105                | 7                  |
| 11                 | 92                 | Anton Marklund       | GCK Mégane R.S. RX | GCK Bilstein                    | 34 (10º)           | 34 (10º)           | 33 (11º)           | nd                 | 101                | 6                  |
| 12                 | 22                 | Jere Kalliokoski     | Ford Fiesta MK6    | Kalliokoski Motorsport          | 32 (12º)           | 39 (5º)            | 28 (16º)           | nd                 | 99                 | 5                  |
| 13                 | 69                 | Kevin Abbring        | GCK Clio R.S. RX   | GCK UNKORRUPTED                 | 29 (15º)           | 36 (8º)            | 32 (12º)           | nd                 | 97                 | 4                  |
| 14                 | 33                 | Liam Doran           | GCK Mégane R.S. RX | Monster Energy GCK RX Cartel    | 31 (13º)           | 24 (18º - DNF)     | 39 (5º)            | nd                 | 94                 | 3                  |
| 15                 | 36                 | Guerlain Chicherit   | GCK Clio R.S. RX   | GCK UNKORRUPTED                 | 30 (14º)           | 29 (15º)           | 31 (13º)           | nd                 | 90                 | 2                  |
| 16                 | 73                 | Támas Kárai          | Audi S1            | Karai Motorsport Sportegyesület | 27 (17º)           | 32 (12º)           | 29 (15º)           | nd                 | 88                 | 1                  |
| 17                 | 11                 | Jani Paasonen        | Ford Fiesta MK6    | Ferratum Team                   | 28 (16º)           | 27 (17º)           | 24 (18º - DNF)     | nd                 | 79                 | 0                  |
| 18                 | 65                 | Atro Määttä          | Ford Fiesta MK6    | -                               | 26 (18º)           | 24 (19º - DNF)     | 27 (17º)           | nd                 | 77                 | 0                  |
| 19                 | 77                 | René Münnich         | SEAT Ibiza RX      | ALL-INKL.COM Münnich Motorsport | 25 (19º)           | 28 (16º)           | 24 (19º - DNF)     | nd                 | 77                 | 0                  |

Legenda:
|  | Qualificato per le semifinali |

#### Semifinali
| Categoria Supercar - Semifinale 1 | Categoria Supercar - Semifinale 1 | Categoria Supercar - Semifinale 1 | Categoria Supercar - Semifinale 1 | Categoria Supercar - Semifinale 1 | Categoria Supercar - Semifinale 1 | Categoria Supercar - Semifinale 1 | Categoria Supercar - Semifinale 1 | Categoria Supercar - Semifinale 1 | Categoria Supercar - Semifinale 1 |
| Pos.                              | N°                                | Pilota                            | Auto                              | Squadra                           | Giri/Joker                        | Tempo                             | Distacco                          | Penalità                          | Punti                             |
| --------------------------------- | --------------------------------- | --------------------------------- | --------------------------------- | --------------------------------- | --------------------------------- | --------------------------------- | --------------------------------- | --------------------------------- | --------------------------------- |
| 1                                 | 3                                 | Johan Kristoffersson              | VW Polo GTI RX                    | Kristoffersson Motorsport         | 6/1                               | 4'46"451                          | –                                 | –                                 | 6                                 |
| 2                                 | 5                                 | Mattias Ekström                   | Audi S1 RX Quattro                | KYB Team JC                       | 6/1                               | 4'48"851                          | +2"400                            | –                                 | 5                                 |
| 3                                 | 13                                | Andreas Bakkerud                  | GCK Mégane R.S. RX                | Monster Energy GCK RX Cartel      | 6/1                               | 4'58"908                          | +12"457                           | –                                 | 4                                 |
| 4                                 | 177                               | Juha Rytkönen                     | Hyundai i20 WRX                   | GRX Set                           | 6/1                               | 5'02"303                          | +15"852                           | +5"000                            | 3                                 |
| 5                                 | 4                                 | Robin Larsson                     | Audi S1 RX Quattro                | KYB Team JC                       | 6/1                               | 5'02"840                          | +16"389                           | –                                 | 2                                 |
| 6                                 | 92                                | Anton Marklund                    | GCK Mégane R.S. RX                | GCK Bilstein                      | 6/1                               | 5'25"913                          | +39"462                           | –                                 | 1                                 |
|                                   |                                   |                                   |                                   |                                   |                                   |                                   |                                   |                                   |                                   |
| Categoria Supercar - Semifinale 2 |                                   |                                   |                                   |                                   |                                   |                                   |                                   |                                   |                                   |
| Pos.                              | N°                                | Pilota                            | Auto                              | Squadra                           | Giri/Joker                        | Tempo                             | Distacco                          | Penalità                          | Punti                             |
| 1                                 | 68                                | Niclas Grönholm                   | Hyundai i20 WRX                   | GRX Taneco                        | 6/1                               | 4'57"733                          | –                                 | –                                 | 6                                 |
| 2                                 | 1                                 | Timmy Hansen                      | Peugeot 208 WRX                   | Team Hansen                       | 6/1                               | 5'00"308                          | +2"575                            | –                                 | 5                                 |
| 3                                 | 7                                 | Timur Timerzjanov                 | Hyundai i20 WRX                   | GRX Taneco                        | 6/1                               | 5'00"716                          | +2"983                            | –                                 | 4                                 |
| 4                                 | 9                                 | Kevin Hansen                      | Peugeot 208 WRX                   | Team Hansen                       | 6/1                               | 5'00"776                          | +3"043                            | –                                 | 3                                 |
| 5                                 | 44                                | Timo Scheider                     | SEAT Ibiza RX                     | ALL-INKL.COM Münnich Motorsport   | 6/1                               | 5'03"915                          | +6"182                            | –                                 | 2                                 |
| 6                                 | 22                                | Jere Kalliokoski                  | Ford Fiesta MK6                   | Kalliokoski Motorsport            | 6/1                               | 5'08"237                          | +10"504                           | –                                 | 1                                 |

Legenda:
|  | Qualificato per la finale |

#### Finale
| Categoria Supercar | Categoria Supercar | Categoria Supercar   | Categoria Supercar | Categoria Supercar           | Categoria Supercar | Categoria Supercar | Categoria Supercar | Categoria Supercar |
| Pos.               | N°                 | Pilota               | Auto               | Squadra                      | Giri/Joker         | Tempo              | Distacco           | Punti              |
| ------------------ | ------------------ | -------------------- | ------------------ | ---------------------------- | ------------------ | ------------------ | ------------------ | ------------------ |
| 1                  | 68                 | Niclas Grönholm      | Hyundai i20 WRX    | GRX Taneco                   | 6/1                | 5'05"975           | –                  | 8                  |
| 2                  | 5                  | Mattias Ekström      | Audi S1 RX Quattro | KYB Team JC                  | 6/1                | 5'06"369           | +0"394             | 5                  |
| 3                  | 7                  | Timur Timerzjanov    | Hyundai i20 WRX    | GRX Taneco                   | 6/1                | 5'07"323           | +1"348             | 4                  |
| 4                  | 3                  | Johan Kristoffersson | VW Polo GTI RX     | Kristoffersson Motorsport    | 6/1                | 5'07"627           | +1"652             | 3                  |
| 5                  | 1                  | Timmy Hansen         | Peugeot 208 WRX    | Team Hansen                  | 6/1                | 5'08"041           | +2"066             | 2                  |
| 6                  | 13                 | Andreas Bakkerud     | GCK Mégane R.S. RX | Monster Energy GCK RX Cartel | 6/1                | 5'13"483           | +7"508             | 1                  |

- Giro più veloce: 49"020 ( Timmy Hansen);
- Miglior tempo di reazione: 0"391 ( Timur Timerzjanov);
- Miglior giro Joker: 50"582 ( Timur Timerzjanov).

## Classifiche di campionato
World RX Supercar - piloti
| Pos. | Pos. | Pilota               | Punti |
| ---- | ---- | -------------------- | ----- |
| 1    |      | Johan Kristoffersson | 111   |
| 2    |      | Mattias Ekström      | 94    |
| 3    | 4    | Niclas Grönholm      | 76    |
| 4    | 4    | Timmy Hansen         | 70    |
| 5    | 1    | Kevin Hansen         | 64    |
| 6    | 3    | Robin Larsson        | 59    |
| 7    | 2    | Timo Scheider        | 57    |
| 8    | 1    | Andreas Bakkerud     | 53    |
| 9    | 3    | Anton Marklund       | 46    |
| 10   | 1    | Timur Timerzjanov    | 40    |
| 11   | N    | Juha Rytkönen        | 37    |
| 12   | 2    | Krisztián Szabó      | 23    |
| 13   | N    | Jere Kalliokoski     | 14    |
| 14   | 2    | Sebastian Eriksson   | 12    |
| 15   | 2    | Rokas Baciuška       | 10    |
| 16   | 2    | René Münnich         | 10    |
| 17   | 2    | Guerlain Chicherit   | 10    |
| 18   | N    | Támas Kárai          | 5     |
| 19   | 3    | Jani Paasonen        | 5     |
| 20   | N    | Kevin Abbring        | 4     |
| 21   | 4    | Liam Doran           | 3     |
| 22   | N    | Atro Määttä          | 0     |

World RX Supercar - squadre
| Pos. | Pos. | Pilota                          | Punti |
| ---- | ---- | ------------------------------- | ----- |
| 1    |      | KYB Team JC                     | 153   |
| 2    |      | Team Hansen                     | 134   |
| 3    |      | GRX Taneco                      | 116   |
| 4    |      | ALL-INKL.COM Münnich Motorsport | 67    |
| 5    |      | Monster Energy GCK RX Cartel    | 56    |
| 6    |      | GCK UNKORRUPTED                 | 24    |